# Stefan Kovač
Stefan Kovač, né le 14 janvier 1999 à Belgrade en Serbie, est un footballeur bosnien qui évolue au poste de milieu défensif.

## Biographie

### FK Čukarički
Né à Belgrade en Serbie, Stefan Kovač est formé par le club local de l'Étoile rouge de Belgrade avant de rejoindre le 21 janvier 2019 le FK Čukarički. Le 24 février 2019, il joue son premier match en professionnel face au FK Voždovac Belgrade. Ce jour-là, il est titulaire au milieu de terrain, et son équipe remporte la partie (3-0).
Le 21 juillet 2022, Kovač se fait remarquer en réalisant un doublé lors d'une rencontre qualificative pour la Ligue Europa Conférence 2022-2023 face au RFCU Luxembourg. Titulaire, il contribue avec ses deux buts à la victoire de son équipe par quatre buts à un.

### En sélection nationale
Stefan Kovač a la possibilité de jouer pour la Serbie mais il opte pour la Bosnie-Herzégovine. Il joue 14 matchs pour un but avec les moins de 17 ans et participe avec cette sélection au championnat d'Europe des moins de 17 ans en 2016. Il est titulaire et joue trois matchs durant ce tournoi où son équipe est éliminée dès la phase de groupe, avec deux défaites et une victoire en trois matchs.
Il joue son premier match avec l'équipe de Bosnie-Herzégovine espoirs le 4 septembre 2020 contre le Pays de Galles. Il est titulaire et son équipe l'emporte (1-0 score final).

## Vie personnelle
Son père est originaire de Bosnie-Herzégovine et sa mère de Serbie. Il a un petit frère, Vukan, qui joue lui aussi au football.